# Eupithecia demetata
Eupithecia demetata là một loài bướm đêm trong họ Geometridae.